# 庫盧 (科尼亞省)
庫盧是土耳其的城鎮，由科尼亞省負責管轄，位於該國南部，面積2,880平方公里，海拔高度968米，受半乾旱氣候影響，每年平均降雨量384毫米，2000年人口72,279。

## 外部連結
- District governor's official website （页面存档备份，存于） （土耳其文）
- District municipality's official website （页面存档备份，存于） （土耳其文）
- Best Private Site of Kulu （页面存档备份，存于） （土耳其文）

39°05′21″N 33°04′50″E / 39.08917°N 33.08056°E